# 紐賓士域省司法暨公眾安全廳

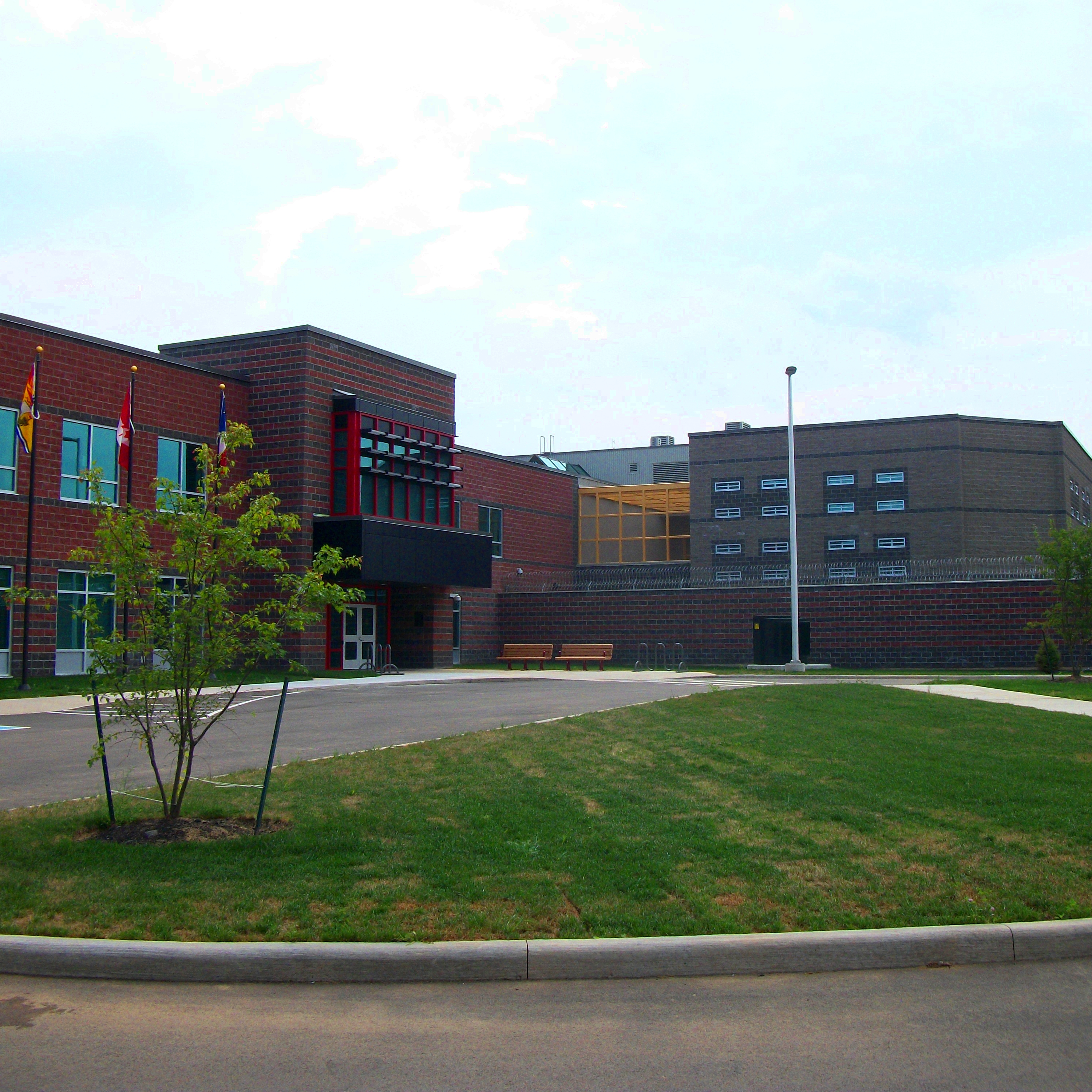
紐賓士域省舍迪亞克（Shediac）市外的東南區懲教中心（Southeast Regional Correctional Centre）等設施由司法暨公眾安全廳管理。

紐賓士域省司法暨公眾安全廳（英語：Department of Justice and Public Safety of New Brunswick）是在2016年紐賓士域省省長布萊恩·加蘭特（Brian Gallant）重組政府部門時成立的一個政府機構。它是由原公眾安全廳（Department of Public Safety）全部機構與原司法廳（Department of Justice）大部分機構合併而來，只是不包含已由司法廳轉移至財政廳（Department of Finance）的金融消費者服務職能。伯納德·洛德（Bernard Lord）政府於2000年3月23日在較早的重組項目中設立了公眾安全廳，公眾安全廳主要是由原法務廳（Department of the Solicitor General）重組，它還承擔了運輸廳（Department of Transportation）的對道路安全及駕駛執照的監管職能、財政廳的對酒牌及獎券活動牌照的監管職能，以及城鎮事務廳（Department of Municipalities）對安全守則的監管職能。
該部門由紐賓士域省司法及公眾安全廳長領導。該職位的前身為紐賓士域省法務廳長（Solicitor General of New Brunswick）。至今，紐賓士域省司法暨公眾安全廳長仍保留着「紐賓士域省法務司」（Solicitor General）的職銜。紐賓士域省司法及公眾安全廳長與紐賓士域省律政司（Attorney General of New Brunswick）為兩個不同的職位，未必由同一人擔任，但通常是由同一人擔任的。

## 外部連結
- 紐賓士域省司法及公眾安全廳 （页面存档备份，存于）